# Reprezentacja Gwinei U-17 w piłce nożnej mężczyzn
Reprezentacja Gwinei U-17 w piłce nożnej jest juniorską reprezentacją Gwinei zgłaszaną przez GFF. Mogą w niej występować wyłącznie zawodnicy posiadający obywatelstwo gwinejskie, urodzeni w Gwinei lub legitymujący się gwinejskim pochodzeniem i którzy w momencie przeprowadzania imprezy docelowej (finałów Mistrzostw Afryki lub Mistrzostw Świata) nie przekroczyli 17. roku życia.

## Sukcesy
- Mistrzostwa Afryki
  - 3. miejsce (2 razy): 1995, 2015

## Występy wmistrzostwach świata
- 1985: 4. miejsce
- 1987: Nie zakwalifikowała się
- 1989: Faza grupowa
- 1991: Nie zakwalifikowała się
- 1993: Nie brała udziału
- 1995: Faza grupowa
- 1997: Nie zakwalifikowała się
- 1999: Nie zakwalifikowała się
- 2001: Nie zakwalifikowała się
- 2003: Nie zakwalifikowała się
- 2005: Nie zakwalifikowała się
- 2007: Nie zakwalifikowała się
- 2009: Nie zakwalifikowała się
- 2011: Nie zakwalifikowała się
- 2013: Nie zakwalifikowała się
- 2015: Faza grupowa

## Występy wmistrzostwach Afryki
- 1995: 3. miejsce
- 1997: Nie zakwalifikowała się
- 1999: Faza grupowa
- 2001: Dyskwalifikacja
- 2003: Faza grupowa
- 2005: Nie zakwalifikowała się
- 2007: Nie zakwalifikowała się
- 2009: Faza grupowa
- 2011: Nie zakwalifikowała się
- 2013: Nie zakwalifikowała się
- 2015: 3. miejsce